# ロベール・ド・マルル
ロベール・ド・マルル（フランス語：Robert de Marle, 1390年頃 - 1415年10月25日）は、マルル領主（在位：1397年 - 1413年）、マルル伯（在位：1413年 - 1415年）およびソワソン伯（在位：1412年 - 1415年）。バル公の嗣子でマルル領主アンリとマリー・ド・クシー（クシー領主アンゲラン7世の娘）の息子。

## 生涯
父アンリはバル公ロベール1世の長男であったが、ロベール1世に先立って死去した。ロベール1世はアンリの長男ロベールでなく、自身の息子エドゥアール3世を後継者に選び、ポンタ＝ムッソン侯位を与えた。これに対してロベールは不満を抱き、祖父ロベール1世を訴えた。最終的に、ロベールはバロワ（Barrois）およびポンタ＝ムッソンを放棄する代わりに、多くの城を受け取ることで平和裏に解決した。1413年にマルル伯に陞爵したが、2年後アジャンクールの戦いで戦死した。

## 子女
1409年、モー子爵ロベール8世・ド・ベテューヌとイザベル・ド・ギステル（Isabelle de Ghistelles）の娘ジャンヌ（1450年没）と結婚し、1女をもうけた。ロベールの死後ジャンヌは後のリニー伯ジャン2世と再婚したがこの結婚で子供は生まれず、ジャン2世は継子を自分の甥と結婚させた。
- ジャンヌ（1415年 - 1462年） - マルル女伯、ソワソン女伯、1435年にサン＝ポル伯およびリニー伯のルイ・ド・リュクサンブールと結婚した。